# Agda
Agda 是一个依赖类型的纯函数式编程语言。目前的版本，Agda 2，最初由瑞典查尔摩斯工学院的 Ulf Norell 作为博士论文课题设计并实现。先前的版本 Agda 1 由 Catarina Coquand 在 1999 年开发，而现今的版本则是对其的彻底重写，因此可视作一个全新的语言，但保留了 Agda 的命名和传统。
Agda 的类型系统体现了柯里-霍华德同构（Curry-Howard correspondence），因此亦可作为一个构建构造性证明的证明辅助工具。它的类型理论基于 Zhaohui Luo 提出的 UTT（unified theory of dependent types），与 Per Martin-Löf 的直觉类型论相似。
Agda 与另一个基于依赖类型的证明辅助工具 Coq 设计上存在着显著的不同之处：它本身并不提供单独的证明策略语言（tactics），所有的证明均以函数式编程的方式书写；Agda 拥有许多常规的函数式程序语言要素，诸如：数据类型（data types）、模式匹配（pattern matching）、记录类型（records）、let表达式和模块（modules）等，而其语法设计则高度仿照 Haskell 语言。
用户可通过 Emacs 或 Atom 编辑器的界面与 Agda 系统进行交互。Agda 系统亦可藉由命令行单独调用。
通过类型检查的 Agda 程序可以被编译到 Haskell，并由 GHC 编译器最终编译为可执行的本地机器码；亦有编译到 JavaScript 的后端实现。
Agda 的名字来自于一首由音乐家 Cornelis Vreeswijk 创作的瑞典语歌曲“Hönan Agda”，歌词讲述了一只名叫 Agda 的母鸡的故事。这实际上影射了 Coq（Coq 在法语中意为公鸡）。

## 简介

### 一个简单的“Hello world”程序
将下述程序保存于文件hello-world.agda中：
```
module
 
hello
-world
 
where

open
 
import
 
IO

main
 
=
 
run
 
(
putStrLn
 
"Hello, World!"
)

```

在 Emacs 中可使用 C-c C-x C-c 来编译此程序；或在命令行中执行agda --compile hello-world.agda进行编译。
几点解释：
- Agda 程序以模块（module）的形式组织而成。每一个文件中的第一个模块称之为最高级别（top-level）模块，其名称必须和文件名相符。模块的内容可以包括数据类型的定义、函数的定义等。
- 外部模块可以通过import子句导入。例如在上述程序中，open import IO导入 Agda 标准库中的IO（标准输入输出）模块，并将其在当前作用域中打开。
- 一个导出了函数名及类型签名main : IO a的模块即可以被编译成可执行文件。例如，上述程序中的main函数作用是将字符串“Hello, World!”写到标准输出，之后退出程序。

### 归纳类型（inductive types）
在 Agda 中定义数据类型的方式与其它（非依赖类型）编程语言中的代数数据类型相似。
例如，在 Agda 中归纳地定义皮亚诺数：
```
data
 
ℕ
 
:
 
Set
 
where

  
zero
 
:
 
ℕ
 

  
succ
 
:
 
ℕ
 
→
 
ℕ

```

这表明存在两种形式可以用来构造一个自然数：首先，zero 是一个自然数；若已知 n 是一个自然数，则 succ n 也必定是一个自然数。
又如，Agda 中对小于或等于关系的定义：
```
data
 
_≤_
 
:
 
ℕ
 
→
 
ℕ
 
→
 
Set
 
where

  
z≤n
 
:
 
{
n
 
:
 
ℕ
}
 
→
 
zero
 
≤
 
n

  
s≤s
 
:
 
{
n
 
m
 
:
 
ℕ
}
 
→
 
n
 
≤
 
m
 
→
 
succ
 
n
 
≤
 
succ
 
m

```

第一处构造（z≤n）指出：zero 必定小于或等于任何自然数；第二处构造（s≤s）指出：当 n <= m 时必定有 succ n <= succ m。
例如，考虑z≤n {succ zero}，依照定义，它是对零小于一的证明；再考虑s≤s {zero} {succ zero} (z≤n {succ zero})，则是对一小于二的证明。

### 依赖类型模式匹配（dependently typed pattern matching）
在类型论中，归纳和递归原则通常被用来证明涉及到归纳类型的定理。Agda 则使用依赖类型模式匹配来达到此目的。例如，自然数的加法可被定义为：
```
add
 
zero
 
n
 
=
 
n
add
 
(
succ
 
m
)
 
n
 
=
 
succ
 
(
add
 
m
 
n
)

```

比起运用归纳/递归原则，直接定义递归函数更加简单直观。依赖类型模式匹配是 Agda 内置的语言特性之一；其核心类型论并没有包含归纳/递归原则。

### 记录类型（records）
除了归纳类型之外，Agda 还支持记录类型。记录的作用是将若干类型的值包装在一起，并使用不同名称标识不同的域；它可看作是对依赖乘积类型（dependent product types）的推广。
例如，在 Agda 中定义一个值对（pair）：
```
record
 
Pair
 
(
A
 
B
 
:
 
Set
)
 
:
 
Set
 
where

  
field

    
fst
 
:
 
A

    
snd
 
:
 
B

```

以上代码定义了一个新的数据类型Pair : Set → Set → Set，以及两个投影函数：
```
Pair.fst
 
:
 
{
A
 
B
 
:
 
Set
}
 
→
 
Pair
 
A
 
B
 
→
 
A

Pair.snd
 
:
 
{
A
 
B
 
:
 
Set
}
 
→
 
Pair
 
A
 
B
 
→
 
B

```

记录类型的值可以使用记录表达式来创建，如：
```
p12
 
=
 
record
 
{
 
fst
 
=
 
1
;
 
snd
 
=
 
2
 
}

```

若在定义记录类型时使用constructor关键字规定了构造器，则亦可直接使用相应的构造器来创建记录，如：
```
record
 
Pair
 
(
A
 
B
 
:
 
Set
)
 
:
 
Set
 
where

  
constructor
 
_,_

  
field

    
fst
 
:
 
A

    
snd
 
:
 
B

p34
 
:
 
Pair
 
Nat
 
Nat
p34
 
=
 
3
 
,
 
4

```

### 元变量（metavariables）
Agda 和其他类似的交互式证明系统（如 Coq）相比，一个显著的特性是在证明构造中对元变量的大量利用。
例如，在 Agda 中可以写出如下函数：
```
add
 
:
 
ℕ
 
→
 
ℕ
 
→
 
ℕ
 

add
 
x
 
y
 
=
 
?

```

“?”即是一个元变量。在 Emacs mode 中交互时，系统会提示用户所期望的类型，允许用户进一步添加具体代码到其中。该特性为渐进式程序构造提供了支持，从而达到与 Coq 的证明策略（tactics）类似的意图。

### 终止检查（termination checking）
作为一个定理证明系统，Agda 语言中的定义必须是完整（total）的。所有的程序必须终止，所有的模式必须得到匹配。若无法保证定义的完整性，其类型论背后所对应的逻辑将失去一致性，导致假命题可以被证明。
目前 Agda 使用 Foetus 终止检查器。

### Unicode
Agda 语言大量吸收了 Unicode 字符集中的数学符号，这使得其证明更具可读性。Agda 的 Emacs mode 中提供了输入这些符号的快捷键；这仿照 TeX 中书写数学符号的形式。例如，输入 Σ 可以使用 \Sigma。

### 标准库
Agda 的标准库包含了一些常见数据结构的定义和相关的定理证明，例如自然数、列表（lists）与矢量（vectors）。

### 编译器
Agda 目前具备两个官方的编译器后端：编译到 Haskell 的 MAlonzo 后端；和另一个编译到 JavaScript 的后端。